# 桑尼賽德 (華盛頓州)
桑尼賽德（Sunnyside）位於美國華盛頓州雅基馬縣。2010年美國人口普查時人口為15,858人。

## 資料來源
1. ↑  . United States Census Bureau.   [2008-01-31].
2. ↑  . United States Geological Survey. 2007-10-25  [2008-01-31].

## 外部連結
- （英文）桑尼賽德官方網站 （页面存档备份，存于）

46°19′15″N 120°00′44″W / 46.3208°N 120.0122°W